# DeBarge
DeBarge foi um grupo musical de irmãos de origem americana cujo repertório incluia R&B, soul, funk, pop, adult contemporary, e gospel. Ativo como um grupo de gravação profissional do fim dos anos 1970 até a metade dos anos 1980, todos os membros eram parte da família DeBarge. O grupo originalmente consistia em Mark, Randy e El, com Bunny, James e Bobby se juntando ao grupo posteriormente.
DeBarge lançou seis álbuns de estúdio, quatro deles pelo selo parente da Motown, a Gordy Records; The DeBarges (1981), All This Love (1982), In a Special Way (1983) e  Rhythm of the Night (1985), que se tornou o disco mais vendido do grupo com o single "Rhythm of the Night", que ficou próximo do topo da Billboard Hot 100 nos Estados Unidos. O DeBarge entrou em declínio em 1986, quando foram oferecidos a Bunny e El negócios à parte com a Motown e estes saíram do grupo, que foi dispensado pela Motown logo em seguida. Os membros remanescentes assinaram com a Striped Horse Records, um selo independente, em 1987, lançando seu álbum de estúdio final, Bad Boys. O grupo continuou a se apresentar por mais dois anos, com Chico DeBarge se juntando ao grupo em  1988. Naquele ano, Bobby e Chico foram presos por tráfico de drogas e mais tarde condenados pelo crime. Estas condenações levaram a dispersão do grupo em 1989, após 10 anos de existência.

## Visão geral

### Antecedentes
A família DeBarge são filhos de Robert DeBarge Sr. (falecido em 2009), branco de origem francesa e Etterlene DeBarge (nascida Abney), uma negra nascida em Michigan em 1935. Se casaram quando Etterlene tinha 17 anos, um ano após a morte de seu pai James Abney, líder de coral e varejista de amendoim. Se separaram na metade dos anos 1970. Etterlene DeBarge se lembra Robert DeBarge Sr. como sendo um homem abusivo tanto  fisicamente como  psicologicamente para com ela e seus filhos, abusando-a por ser jovem, não ter a presença de seu pai e a gravidez constante para a controlar. DeBarge Sr. tem sido caracterizado como "dominador e fisicamente abusivo em relação à sua esposa", e alguns dos membros da banda, o acusam de, quando crianças, terem sido abusadas por ele. Bunny Debarge, o mais velho, se lembra sendo  abusado sexualmente por ele entre as idades de 7 até 13 anos de idade.
O grupo, cujo nome vem do sobrenome compartilhado pelos irmãos, saídos do lado oeste de Detroit onde os irmãos nasceram e foram criados, mais tarde se mudaram para Grand Rapids. Os membros incluíam a irmã Bunny e os irmãos Mark (or "Marty"), William (ou "Randy"), Eldra (ou "El") e James. Os irmãos mais jovens Chico, Darell e  Carol "Peaches" DeBarge são também cantores embora não com o grupo. El posteriormente começou a se apresentar solo após se tornar a estrela do grupo. Dois outros irmãos, Robert Jr. (Bobby) e Tommy foram membros de outro grupo popular da Motown, a banda  Switch. Os DeBarges assinaram com o Motown Records no fim dos anos 1970 e se tornou um dos grupos mais bem sucedidos durante os anos 1980s.
A banda teve uma série de hits nas paradas de R&B e pop entre o começo e meados dos anos 1980, incluindo "All This Love", "I Like It," "Love Me in a Special Way," e "Rhythm of the Night." Vários desses hits eram baladas, difundindo o apelo da banda entre o mercado de música adulta contemporânea também. Porém, em 1986, ambos El e Bunny deixaram o grupo para seguir carreira solo. Os membros restantes se uniram com o irmão mais velho Bobby (que até então já havia deixado o Switch fazia anos) para lançar o álbum Bad Boys em 1987, mas não conseguiram o sucesso que tiveram do início. Enquanto isso, El chegou a ter uma carreira solo de sucesso moderado, e Bunny emplacou um hit com "Save the Best for Me (Best of Your Lovin')" do seu único álbum solo antes de ser bruscamente demitida de sua gravadora. No geral, DeBarge lançou nove hits entre os 40 melhores de R&B, cinco entre os 40 melhores de pop, dois entre os 10 melhores de pop, cinco entre os 10 melhores de R&B, dois singles número um nas paradas de R&B, um single número um nas paradas de dance music, e três hits número um nas paradas de adult contemporary.

## História

### Primeiros anos
Os membros que viriam a se tornar o DeBarge começaram a se apresentar juntos na área de Detroit, Michigan no meio dos anos 1970. Em 1979, os irmãos Randy, Mark e El entraram para a banda SMASH. Bernd Lichters, que os alugou uma casa em Cerritos, Califórnia, comprou instrumentos e foram aconselhados pelo membros da banda Switch que já faziam parte da Motown, e que já incluía os irmãos mais velhos Tommy e Bobby e o co-fundador e amigo da família Gregory Williams. Bunny DeBarge tinha se juntado aos seus irmãos mais novos em 1979 e formado o The DeBarges em 1980. Naquele ano, por causa do sucesso de Bobby com o Switch, o irmão mais novo El foi capaz de se apresentar ao vivo ao piano e cantando para o dono e fundador da Motown, Berry Gordy, que ficou impressionado com o grupo e concordou em assinar com eles naquele ano. Por um ano, o grupo trabalho com os membros do Switch, os auxiliando com os vocais, instrumentação, arranjos. além de composição musical e lírica, especialmente nas faixas "I Call Your Name", "My Friend in the Sky" e "Love Over and Over Again".
Por volta de 1981, Bobby DeBarge e Tommy DeBarge abandonaram o Switch e devolveram o favor aos seus irmãos trabalhando com eles em seu álbum de estreia The DeBarges, que foi lançado ainda naquele ano com Bobby, Bunny e El como principais produtores. O único single, a balada "What's Your Name" não conseguiu sucesso.

### Sucesso
Em 1982 eles adicionaram ao grupo o irmão, na época com 18 anos, James, e trabalharam e seu segundo álbum, All This Love, produzido por El e Iris Gordy. O álbum os lançou ao estrelato dentro do R&B com as canções " I Like It" e "All This Love". Ambas canções se tornaram sucesso com "All This Love" alcançando o número um na parada da Billboard "adult contemporary". Em 1983, o grupo se apresentou no especial de TV Motown 25, ao lado do grupo High Inergy. A apresentação acabou sendo aplaudida de pé. Mais tarde em 1983, O grupo lançou seu terceiro álbum, In a Special Way, que gerou mais dois sucessos, "Time Will Reveal" e "Love Me in a Special Way". Assim como o álbum anterior All This Love, este álbum também conseguiu disco de ouro nos Estados Unidos.
Seguindo o sucesso do álbum, DeBarge foram escolhidos por Luther Vandross para abrir seus shows na turnê "Busy Body Tour", que promovia o álbum  Busy Body. Vandross descobriu a popularidade da banda enquanto esperava nos bastidores o início de seu show, chocado com a atenção que o grupo conseguia. Os membros do grupo mais tarde comparavam o assédio com a "Beatlemania" e o fenômeno da Motown, The Jackson 5. Quando a turnê se encerrou no fim de 1984, o grupo gravou a composição de Diane Warren, " Rhythm of the Night" para a trilha sonora do filme produzido pela Motown, The Last Dragon de 1985. A canção foi lançada no começo de 1985 e se tornou um grande sucesso, atingindo o top 5 em diversos países, especialmente nos EUA e Reino Unido, sendo o maior sucesso de vendas e seu sucesso mais conhecido. Sentindo que El DeBarge estava emergindo como a "estrela" do grupo, a Motown entregou a produção do próximo álbum principalmente a El, sem dar atenção aos outros irmãos. Sugere-se que a Motown estava com medo da dependência dos outros membros da banda em drogas, considerando El o mais confiável. Em 1984, James DeBarge conseguiu as manchetes, quando, secretamente, se casou com Janet Jackson. O casamento foi anulado no ano seguinte.
O álbum  Rhythm of the Night também se tornou o mais vendido do grupo, conseguindo platina e acumulando os sucessos "Who's Holding Donna Now" e "You Wear It Well". Quando se encerrou a promoção deste álbum, tanto El quanto Bunny DeBarge deixaram o grupo após fecharem acordos com a Motown que os ofereceu contratos independentes. O resto do DeBarges saíram da Motown em 1986. Enquanto isso, El obteve sucesso com o single "Who's Johnny?", que fez da trilha-sonora do filme Short Circuit de 1986.

### Declínio
Não encontrando oportunidades de contrato com grandes gravadoras, o resto dos DeBarges, com Bobby agora se juntando ao grupo, assinou com a gravadora independente Striped Horse Records em 1987, gravando o que seria seu álbum de estúdio final, Bad Boys. Striped Horse teve problemas promovendo o álbum e sem a ajuda da Motown, foi um fracasso. O DeBarge continuou sua carreira em 1988, trazendo o irmão mais jovem, Chico (naquele momento de sucesso com o hit "Talk to Me"), para junto deles. Os irmãos fizeram uma participação especial no seriado  Punky, A Levada da Breca em 1988. Naquele ano, Bobby e Chico DeBarge foram presos sob acusação de tráfico de drogas na cidade de Grand Rapids. Foram condenados e sentenciados em duas prisões diferentes para cumprirem suas penas. A prisão e subsequente condenações trouxeram o fim ao DeBarge como grupo musical e a banda se desfez no fim dos anos 1980. Em 1991 Randy e James contribuíram a um álbum gospel que contava com a participação da mãe Etterlene e os irmãos mais jovens Darryl (Young DeBarge) e Carol (Peaches DeBarge).
Apesar do vício em drogas de diversos membros do grupo ter sido altamente divulgada, além das condenações, os irmãos continuaram a se apresentar ocasionalmente. Em 2011 James, Randy e Bunny apareceram no programa de Drew Pinsky, Lifechangers para discutir seus problemas com o vício em drogas, concordando posteriormente em ir para uma clínica de reabilitação. El DeBarge retornou de um período sabático de 16 anos lançando álbuns solo, um deles sendo indicado ao  Grammy, Second Chance. O abuso de drogas trouxe problemas e contratempos a vários membros do grupo durante os anos: Bobby DeBarge morreu em um hospício em Grand Rapids após contrair  AIDS, após muitos do vício em heroína; Tommy DeBarge, que também sofreu com o vício ainda é submetido a diálise renal mas eventualmente se apresentar com os membros vivos do Switch e alguns membros da família; Randy DeBarge e Mark DeBarge é dito, tem "doenças incuráveis," de acordo com sua mãe. James DeBarge foi recentemente sentenciado a prisão por delitos de drogas. A história do DeBarges, de seu início até a queda foi documentada no final de 2008 como o episódio de estreia da série  Unsung na rede de TV americana TV One.

## Legado
Embora o DeBarge nunca tenha se recuperado completamente da queda em 1986, o material clássico do grupo gravado pela Motown tem sido  sampleado ou  regravado através dos anos. Suas colaborações com o Switch nas faixas "I Call Your Name" e "My Friend in the Sky" tem sido sampleado bem como o material próprio, incluindo "I Like It", "Stay With Me" e "A Dream".
Alguns dos mais proeminentes samples do material do DeBarge inclui o remix de  One More Chance de  The Notorious B.I.G. que sampleou "Stay With Me". Mary J. Blige, fã de DeBarge, que também sampleou e regravou o trabalho de DeBarge, incluindo "Share My World", "A Dream" e "Don't Go" (que interpolou o final de "Stay With Me"). O rapper Tupac Shakur interpolou a melodia de "A Dream" em seu hit póstumo, "I Ain't Mad at Cha". Poucos meses antes, Blackstreet sampleou a mesma canção em seu sucesso "Don't Leave Me". O grupo Blackstreet são grandes fãs do DeBarge (Teddy Riley chama El DeBarge de lenda viva no  encarte do disco de estreia de 1994) e regravou "I Like It". Em seu disco de platina,  Another Level, o grupo fez uma versão gospel do sucesso "Time Will Reveal".
Em 1998, Riley sampleou partes de "My Friend in the Sky" do grupo Switch (co-escrita por Bobby, Bunny e El) para a rapper Queen Pen na faixa "No Hooks" de seu álbum My Melody. A mesma canção seria sampleada em 2005 por Raheem DeVaughn na faixa The Love Experience. A melodia de "Stay With Me" foi revisitada por Ashanti em seu single "Foolish" e mais tarde por Mariah Carey em seu single I'll Be Lovin' U Long Time do álbum  E=MC². "I Like It" é a mais sampleada.
Em 2011, a Motown Records/Hip-O Select lançou um box set com três discos: Time Will Reveal: The Complete Motown Albums. Esta coleção apresenta todos os quatro álbuns gravados na Motown/Gordy, distribuído em dois discos e ainda um terceiro disco contendo remixes, raridades e material inédito.

## Integrantes
- Etterlene "Bunny" DeBarge (1979–1986): vocais
- Mark "Marty" DeBarge (1979–1989): vocais, trompete, saxofone
- William "Randy" DeBarge (1979–1989): vocais, baixo elétrico
- Eldra "El" DeBarge (1979–1986): vocais, piano/teclado
- James DeBarge (1982–1989): vocais, piano/teclado
- Robert "Bobby" DeBarge, Jr. (1987–1988): vocais, piano/teclado, bateria

## Discografia

### Álbuns de estúdio
| 1981                                         | The DeBarges - Data de lançamento: 6 de Abril de 1981 - Gravadora: Motown Records         | —  | — | —  | —  | —  |                |
| 1982                                         | All This Love - Data de lançamento: 22 de Abril 1982 - Gravadora: Motown Records          | 24 | 3 | —  | —  | —  | - EUA: Ouro    |
| 1983                                         | In a Special Way - Data de lançamento: 24 de Setembro de 1983 - Gravadora: Motown Records | 36 | 4 | —  | —  | —  | - EUA: Ouro    |
| 1985                                         | Rhythm of the Night - Data de lançamento: 14 de Março de 1985 - Gravadora: Motown Records | 19 | 3 | 19 | 21 | 94 | - EUA: Platina |
| 1987                                         | Bad Boys - Data de lançamento: 25 de Novembro de 1987 - Gravadora: Striped Horse Records  | —  | — | —  | —  | —  |                |
| 1991                                         | Back on Track - Data de lançamento: 1 de Julho 1991 - Gravadora: Truth Ministries Records | —  | — | —  | —  | —  |                |
| "—" significa lançamentos que não pontuaram. |                                                                                           |    |   |    |    |    |                |

### Coletâneas
| Ano  | Detalhes |
| ---- | --- |
| 1986 | Greatest Hits - Data de lançamento: Dezembro de 1986 - Gravadora: Motown Records                                                               |
| 1997 | Ultimate Collection - Data de lançamento: 27 de Maio de 1997 - Gravadora: Motown Records                                                       |
| 2000 | 20th Century Masters – The Millennium Collection: The Best of DeBarge - Data de lançamento: 21 de Novembro de 2000 - Gravadora: Motown Records |
| 2008 | The Definitive Collection - Data de lançamento: 23 de Setembro de 2008 - Gravadora: Motown Records                                             |
| 2011 | Time Will Reveal: The Complete Motown Album - Data de lançamento: Setembro de 2011 - Gravadora: Motown Records, Hip-O Select                   |

### Singles
| Ano                                          | Single                          | Melhores posições nas paradas musicais | Melhores posições nas paradas musicais | Melhores posições nas paradas musicais | Melhores posições nas paradas musicais | Melhores posições nas paradas musicais | Melhores posições nas paradas musicais | Melhores posições nas paradas musicais | Melhores posições nas paradas musicais | Melhores posições nas paradas musicais | Melhores posições nas paradas musicais | Álbum               |
| Ano                                          | Single                          | EUA                                    | EUA R&B                                | EUA A/C                                | EUA Dance                              | AUS                                    | CAN                                    | GER                                    | NED                                    | NZ                                     | UK                                     | Álbum               |
| -------------------------------------------- | ------------------------------- | -------------------------------------- | -------------------------------------- | -------------------------------------- | -------------------------------------- | -------------------------------------- | -------------------------------------- | -------------------------------------- | -------------------------------------- | -------------------------------------- | -------------------------------------- | ------------------- |
| 1981                                         | "What's Your Name"              | —                                      | —                                      | —                                      | —                                      | —                                      | —                                      | —                                      | —                                      | —                                      | —                                      | The DeBarges        |
| 1982                                         | "Stop! Don't Tease Me"          | —                                      | 46                                     | —                                      | —                                      | —                                      | —                                      | —                                      | —                                      | —                                      | —                                      | All This Love       |
| 1982                                         | "I Like It"                     | 31                                     | 2                                      | —                                      | —                                      | —                                      | —                                      | —                                      | —                                      | —                                      | —                                      | All This Love       |
| 1983                                         | "All This Love"                 | 17                                     | 5                                      | 1                                      | —                                      | —                                      | —                                      | —                                      | —                                      | —                                      | —                                      | All This Love       |
| 1983                                         | "Time Will Reveal"              | 18                                     | 1                                      | 12                                     | —                                      | —                                      | —                                      | —                                      | —                                      | —                                      | —                                      | In a Special Way    |
| 1984                                         | "Love Me in a Special Way"      | 45                                     | 11                                     | 21                                     | —                                      | —                                      | —                                      | —                                      | —                                      | —                                      | —                                      | In a Special Way    |
| 1985                                         | "Rhythm of the Night"           | 3                                      | 1                                      | 1                                      | 3                                      | 5                                      | 3                                      | 19                                     | 4                                      | 3                                      | 4                                      | Rhythm of the Night |
| 1985                                         | "Who's Holding Donna Now"       | 6                                      | 2                                      | 1                                      | —                                      | 57                                     | 9                                      | —                                      | —                                      | 44                                     | 83                                     | Rhythm of the Night |
| 1985                                         | "You Wear It Well" [A]          | 46                                     | 7                                      | —                                      | 1                                      | —                                      | —                                      | —                                      | —                                      | —                                      | 54                                     | Rhythm of the Night |
| 1985                                         | "The Heart Is Not So Smart" [A] | 75                                     | 29                                     | 17                                     | —                                      | —                                      | —                                      | —                                      | —                                      | —                                      | —                                      | Rhythm of the Night |
| 1987                                         | "Dance All Night"               | —                                      | 33                                     | —                                      | —                                      | —                                      | —                                      | —                                      | 55                                     | —                                      | —                                      | Bad Boys            |
| 1987                                         | "I Got You Babe"                | —                                      | 73                                     | —                                      | —                                      | —                                      | —                                      | —                                      | —                                      | —                                      | —                                      | Bad Boys            |
| "—" significa lançamentos que não pontuaram. |                                 |                                        |                                        |                                        |                                        |                                        |                                        |                                        |                                        |                                        |                                        |                     |

- A  Creditada a El DeBarge com DeBarge.